# Újvár község
Újvár község (románul: Comuna Uivar) község Temes megyében, Romániában. Központja Újvár, beosztott falvai Aurélháza, Magyarszentmárton, Öregfalu.

## Népessége
A 2011-es népszámlálás adatai alapján a község népessége 2453 fő volt.